# Forrás-nemzedék
Forrás-nemzedék a Forrás könyvsorozatról elnevezett, egymást követő, külön jegyekkel fellépő irodalmi csoportosulások gyűjtőneve.
Az 1950-es évek második felében, az 1960-as évek elején nagy számban jelentkező fiatal szépíró tehetségeket az 1961 decemberében Veress Zoltán Menetirány c. novelláskötetével induló Forrás-sorozat szervezte új nemzedékké. A második világháború utáni első nemzedék kiemelkedő egyéniségeivel, Szabó Gyulával, Kányádi Sándorral, Sütő Andrással, Bajor Andorral, Székely Jánossal, Páskándi Gézával és másokkal együtt új igényt fogalmaztak meg a romániai magyar irodalomban (a két nemzedék közé nem vonható éles határ, hiszen Bálint Tibor például a lapokban korábban jelentkezett, Páskándi Géza viszont tényszerűen nem is tartozott a Forrás elsőkönyvesei közé). A Forrás-nemzedék első hulláma magasabb esztétikai igényt képviselt, ugyanekkor pedig társadalmi-erkölcsi eszményeit a valósággal szembesítette. "Önkéntes, belső kényszerből fakadó cselekvés, használni akarás – azt hiszem, ez a mi elkötelezettségünk. A lekötelezettség gerincsorvasztó, meddő, passzív állapot, a pincér mosolya a buksza elővételekor, zordsága zárás után" – e Farkas Árpád megfogalmazta elkötelezettség-értelmezés fejeződik ki a Forrás-nemzedék egymást követő hullámainak az elődökhöz való viszonyában, hagyományszemléletében, szabadság-felfogásában, magatartás és forma sajátos jegyeiben.
Amit a későbbi román irodalomban Nichita Stănescu, Ioan Alexandru, Dumitru Radu Popescu, Nicolae Velea, Fănuș Neagu vagy Augustin Buzura, a magyarországiban Juhász Ferenc, Nagy László, Sánta Ferenc, Fejes Endre, Csurka István, a szovjet-orosz költészetben Jevgenyij Jevtusenko, Andrej Andrejevics Voznyeszenszkij, Alekszandr Vinokurov, Bella Ahatovna Ahmadulina jelent, körülbelül azt jelenti a romániai magyar irodalom korszerű hangjának megtalálásában Páskándi Géza (1957-es Piros madár c. verskötete a Forrás-nemzedék közvetlen előzményének tekinthető), Lászlóffy Aladár, Szilágyi Domokos, Bálint Tibor, Veress Zoltán, Szabó Zoltán, Szilágyi István és néhány társuk.
A magyar, illetve a romániai magyar irodalom két világháború közötti örökségéből nem kizárólag a klasszikus realizmust tekintik folytathatónak, nem fogadnak el esztétikai kánonokat, közvetlen örökségükhöz sorolják a 20. század eleji avantgárd eredményeit s mindazt, ami annak talaján, a kísérletek meghaladásával, a 20. századi magyar irodalomban, elsősorban József Attila gondolati költészetében megvalósult. Világirodalmi kitekintésük tágabb, mint a közvetlenül előttük járóké volt indulásukkor, nem vélik egymást kizáróan szemben állónak a balzaci, tolsztoji realizmust és a prousti lélekelemzést; legjobbjaik Petőfi forradalmi költészetének tiszteletét össze tudják egyeztetni az eliot-i líra korszerűségének elismerésével.
A hatvanas évek végén, hetvenes évek elején a Forrás-nemzedéken belül is jelentős differenciálódás ment végbe; az első Forrás-szerzők a romániai magyar irodalom életerős derékhadát alkották, s az újabb kötetek írói részben más élményekkel, más – idősebb társaiktól is alakított – légkörben érkeztek az irodalomba. Így megkülönböztethetjük már a Forrás első és második nemzedékét, noha közöttük sem vonható vitathatatlan határ sem életkorban vagy önálló esztétikai nézetekben, sem a megjelenés idejét tekintve. Mégis bizonyos közös, elkülönítő jegyek megállapíthatók, főként jelentkezésük körülményei, fogadtatásuk alapján. Az első Forrás-nemzedékhez tartozó költők és prózaírók mindenekelőtt a formát szabadították fel látványosan, közöttük voltak a neoavantgárd hazai úttörői, de vállalták valóságot is, ellentmondásaival, perspektíváival együtt.
A nyomukban érkező újabb hullám, a második Forrás-nemzedék az ő eredményeiket vitte tovább. A Lászlóffy Aladár szerkesztette Vitorla-ének c. lírai antológia (1967) még a közvetlen kötődés bizonyítéka, de többen azóta kinőttek már az első nemzedék árnyékából, például Csíki László, Farkas Árpád, Király László, Kenéz Ferenc, Palocsay Zsigmond, s a romániai magyar líra élvonalába küzdötték fel magukat. A prózában a második hullámmal kötethez jutó Bodor Ádám, Vári Attila, Pusztai János, Kiss János, Sigmond István, később Györffi Kálmán, a drámában Kocsis István szintén a legjobbak közé számít, s külön-külön a saját útjukat járják, a riporthűségű valóságirodalomtól a történelmi parabolákig és az abszurdig.
Új színt hozott a Forrás-sorozatba az 1970-es évek közepén a fiatal filozófiai esszéírók jelentkezése: Tamás Gáspár Miklós, Molnár Gusztáv, Ágoston Vilmos, Szilágyi N. Sándor az elmélet felé nyitott utat. Hozzájuk csatlakozott verskötetével Szőcs Géza, Egyed Péter, Adonyi Nagy Mária. Vitáikkal a Gaál Gábor Kör ülésein, műfajilag is rendhagyó munkáikkal az Echinox, majd a Fellegvár hasábjain, új, elkülönítő jegyeikkel, egészen más irodalomeszményükkel megint új hullám jelentkezett: a harmadik Forrás-nemzedék. Míg Gálfalvi György 11 interjúja a második Forrás-nemzedék íróival és költőivel (Marad a láz? 1977) mintegy nemzedéktársainak hittételévé rögzíti, hogy "kibeszéljük nemzetiségi sorsunk közérzetét", s ezzel térben és időben mintegy körül is határolja ezt a generációt, addig a hamarosan fellépett következő hullám, a harmadik Forrás-nemzedék új értelmét és céljait Ágoston Vilmos 20 fiatal költő Kimaradt Szó c. antológiájában (1979) egy öncélúvá váló paradoxális művészet valódiságával magyarázza. "A pátosz – írja –, ami valamikor emelkedettséget, álproblémákon túllátó bölcsességet jelentett, visszatetszően az álproblémák megoldásává egyszerűsödött és nem téveszthetjük össze a lírával, ami a szigorúan végiggondolt logikai ellentmondásoknak nem a megoldását, hanem a művészeti transzponálását jelenti."